# Michael Gargiulo
Michael Thomas Gargiulo (Glenview, 15 febbraio 1976) è un serial killer statunitense.
Si è trasferito nel sud della California negli anni 1990 e si è guadagnato il soprannome di Lo Squartatore di Hollywood. È stato giudicato colpevole di due capi d'accusa di omicidio di primo grado e condannato a morte il 16 luglio 2021. 
Nel 2023 è stato incarcerato nella prigione California Health Care Facility. Nel Settembre 2024, è stato estradato nella Contea di Cook in Illinois, per l'omicidio commesso nel 1993.

## Crimini
Gargiulo è originario di Glenview, in Illinois, dove ha pugnalato a morte la sua vicina, la diciottenne Tricia Pacaccio, sulla soglia di casa. Suo padre trovò il suo corpo la mattina seguente , il 14 agosto 1993.
Gargiulo si trasferì a Los Angeles nel 1998, presumibilmente per sfuggire al controllo della polizia dell'Illinois, e tra il 2001 e il 2008 commise due omicidi e un tentato omicidio nel sud della California.
Il 21 febbraio 2001 uccise la 22enne Ashley Ellerin, studentessa di moda, pugnalandola 47 volte nella sua casa di Hollywood. 
La mattina seguente Ashley fu trovata morta dalla sua coinquilina.
Le ferite di Ellerin includevano una ferita al collo che le aveva quasi reciso la testa e profonde forature al petto, allo stomaco e alla schiena. La notte dell'omicidio, aveva un appuntamento con l'attore Ashton Kutcher, che ha testimoniato al processo e ha raccontato che quella sera arrivò tardi e nessuno gli aprì la porta: guardò attraverso la finestra, vide quello che gli apparve vino rosso versato a terra e se ne andò, pensando che lei fosse uscita senza averlo atteso.
Il 1  dicembre 2005, Gargiulo uccise Maria Bruno, 32 anni, sua vicina di casa, pugnalandola 17 volte mentre dormiva nella sua casa di El Monte, in California.
Il 28 aprile 2008 Gargiulo ha tentato di uccidere un'altra vicina, la 26enne Michelle Murphy, nella sua casa di Santa Monica. Murphy sopravvisse all'attacco e sulla scena fu  trovato sangue corrispondente al DNA di Gargiulo.

## Arresto e processo
Gargiulo è stato arrestato dal dipartimento di polizia di Santa Monica il 6 giugno 2008. Il 7 luglio 2011, il procuratore dello stato della Contea di Cook  ha accusato Gargiulo dell'omicidio di primo grado di Tricia Pacaccio. Sebbene Gargiulo sia stato accusato dei due omicidi in California e dell'omicidio Pacaccio nell'Illinois, la polizia non lo ha collegato ad altri omicidi. Gargiulo avrebbe detto alle autorità della prigione della contea di Los Angeles che solo perché dieci donne sono state uccise - e il suo DNA era presente - non significa che abbia ucciso qualcuno, portando gli investigatori a credere che ci siano più vittime.
Gargiulo è stato detenuto nella prigione della Contea di Los Angeles in attesa del processo per omicidio capitale. Il 9 giugno 2017 si è tenuta un'udienza preliminare presso la Corte Superiore di Los Angeles, con l'inizio del processo previsto per ottobre 2017. Dopo ritardi, il processo è iniziato il 2 maggio 2019. 
Il 15 agosto 2019 Gargiulo è stato condannato . La fase penale del suo processo in California è iniziata il 7 ottobre 2019. Ha rischiato la condanna a morte o l'ergastolo senza possibilità di libertà condizionale. Il 18 ottobre 2019, una giuria ha emesso un verdetto di morte per Michael Gargiulo dopo diverse ore di deliberazione, ma la condanna per Gargiulo in California ha continuato a essere ritardata dalle mozioni della difesa. Il 16 luglio 2021 Gargiulo è stato condannato a morte.
Gargiulo è stato estradato in Illinois il 6 settembre 2024 per affrontare il processo per l'omicidio di Tricia Pacaccio nel 1993.